# Akyurt (Ankara)
Akyurt (bis 1961 Ravlı genannt) ist eine Stadtgemeinde der Provinz Ankara, deren Gebiet sich mit dem des gleichnamigen İlçe (staatlicher Verwaltungsbezirk) deckt. Die Gemeinde gehört zur Großstadtkommune Ankara (Ankara Büyükşehir Belediyesi) und bildet eine von deren Stadtteilsgemeinden. Das İlçe Akyurt liegt zwischen den Nachbarbezirken Altındağ und Elmadağ im Süden, Pursaklar im Westen, Çubuk im Westen und Norden und Kalecik im Osten und Norden umschlossen. Akyurt ist 32 km vom Stadtzentrum von Ankara entfernt und liegt an der Fernstraße nach Çankırı, Kastamonu und Sinop. Der Bezirk hat eine ländliche Siedlungsstruktur, doch sind die früheren Dörfer alle in den Zentralort eingemeindet worden. Infolge des am westlichen Rand des Bezirks gelegenen Flughafens Ankara-Esenboğa schreitet die Industrialisierung und Verstädterung rapid fort. Seit den 1990er Jahren ist ein starkes Bevölkerungswachstum zu verzeichnen.
Große Teile des Bezirks liegen in der Ebene von Çubuk (Çubuk Ovası), in der 1402 die Schlacht bei Ankara stattgefunden hatte. An den Rändern des Bezirks ragen auch Berggipfel in Höhen von 1250 m bis 1983 m Höhe auf. Die bis zum 14. Jahrhundert verbreiteten dichten Wälder, die unter anderem auch das Holz für die Befeuerung der Hamame von Ankara lieferten, sind größtenteils gerodet. Ein seit einigen Jahren sich entwickelnder Wirtschaftszweig ist der Weinbau.

## Geschichte
Archäologische Grabungen des Museums für anatolische Zivilisationen haben eine durchgehende Besiedelung der Gegend seit der frühen Bronzezeit ergeben. Nach der Schlacht bei Manzikert 1071 ließen sich in dem Gebiet oghusische Stämme nieder, hauptsächlich solche der Kınık und Büğdüz.
In osmanischer Zeit gehörte das Gebiet zum Kaza (Gerichtsbezirk und Vorläufer der İlçe) von Çubuk bzw. von Çubukabad. Der ursprüngliche Ortsname Ravlı wird in Aufzeichnungen aus dem Jahr 1463 (erstmals?) erwähnt. Darin steht, dass das Dorf Ravlı der Stiftung (Vakıf) der Melike Hatun Medresesi gehörte. 1971 wurde das Dorf zur Belediye erhoben und 1990 wurde das İlçe Akyurt aus Gebieten der İlçe Çubuk und Kalecik gebildet.
Bis zur Verwaltungsreform 2013 bestanden im İlçe Akyurt neben der Gemeinde Akyurt noch drei Dörfer (Köy), die danach in Stadtviertel (Mahalles) der Gemeinde umgewandelt wurden.